# Eritea
Eritea o Eritía (en griego Ἐρύθεια, Erýtheia, cuyo significado podría estar relacionado con el color rojo) es el nombre de una región que en la Antigüedad se identificó con Gadeira o con alguna otra isla situada en sus proximidades. Según Plinio el Viejo, el término era utilizado por los geógrafos Éforo de Cime y Filístides, y hacía referencia a que sus primeros pobladores, de origen tirio, decían proceder del mar Éritro.
En ella venció Hércules a Gerión y le robó sus rebaños de bueyes. Según Estrabón, era el nombre que le aplicaban los indígenas al lugar donde se había establecido la primera colonia fenicia. La ciudad ha desaparecido por la explotación de sus canteras y la erosión marina, y debía de extenderse desde el Castillo de Santa Catalina hasta la punta del Nao, donde se encontraba el templo de Astarté o de la Venus marina.